# Palmariaceae
Palmariaceae è una famiglia di alghe, appartenente all'ordine delle Palmariales. Il suo membro più noto è Palmaria palmata.